# Crosshill (South Ayrshire)
Crosshill est un village dans le South Ayrshire, en Écosse.